# Regionaal Historisch Centrum Rijnstreek en Lopikerwaard
Het Regionaal Historisch Centrum (RHC) Rijnstreek en Lopikerwaard is de archiefdienst voor de Zuid-Hollandse gemeenten Bodegraven en Reeuwijk, de Utrechtse gemeenten Lopik, Montfoort, Oudewater, Woerden en IJsselstein en het grotendeels Utrechtse Hoogheemraadschap De Stichtse Rijnlanden. De gemeenten zijn voor een groot deel ontstaan uit oudere gemeentes. Het Hoogheemraadschap ontstond in 1994/1995 uit een fusie van de waterschappen Leidse Rijn, Lopikerwaard en Kromme Rijn en het Groot-Waterschap van Woerden; tot begin jaren 70 van de vorige eeuw bestonden deze waterschappen uit ongeveer 130 polders en waterschappen, waarvan de archieven ook bij het Regionaal Historisch Centrum Rijnstreek en Lopikerwaard zijn ondergebracht. De vestigingsplaats is Woerden; de centrale studiezaal en de grootste van de vier beschikbare archiefbewaarplaatsen bevinden zich in het Stadhuis aldaar. Ook in Lopik, IJsselstein en Oudewater zijn (hulp)archiefbewaarplaatsen.
De taak van het RHC is het uitvoeren van de Archiefwet en de daaruit voortvloeiende wettelijke regelingen voor de aangesloten gemeenten en het Hoogheemraadschap; daarnaast wil het RHC ook fungeren als centrum voor de lokale en regionale geschiedbeoefening in het werkgebied.

## Geschiedenis
Het RHC Rijnstreek en Lopikerwaard ontstond in 2008 uit een fusie van het voormalige Streekarchief Rijnstreek te Woerden en de Samenwerking Archiefzorg Lopikerwaard te Lopik. Het Streekarchief Rijnstreek werd in 1972 opgericht door de toen nog allemaal Zuid-Hollandse gemeenten Woerden, Bodegraven, Reeuwijk en Driebruggen en het Groot-Waterschap van Woerden. De Samenwerking Archiefzorg Lopikerwaard ontstaat in 1987 na de opheffing van het Streekarchivariaat Zuid-West Utrecht te Benschop.

## Archieven en collecties
Naast de gemeentelijke archieven en de archieven van polders en waterschappen beheert het RHC Rijnsteek en Lopikerwaard de particuliere archieven van veel kerkgenootschappen, bedrijven, scholen, politieke partijen, sportieve en culturele verenigingen en privé-personen uit de Rijnstreek en Lopikerwaard. Deze archieven beslaan circa 5 km. Verder beschikt het RHC over een bibliotheek met regionale en lokale publicaties, foto's, kranten, kaarten en andere documenten, die een beeld geven van het verleden van het werkgebied van het RHC. Sinds 2008 beschikt het RHC over een website, waarop een groot aantal foto's, de bibliotheekcatalogus, kranten en veel indexen op archieven en archiefdelen digitaal zijn te doorzoeken.